# Гамогма-Нога
Гамогма-Нога (груз. გამოღმა ნოღა) — село в Грузии, на территории Хонийского муниципалитета края (мхаре) Имеретия.

## География
Село находится в западной части Грузии, на правом берегу реки Цхенисцкали, на расстоянии приблизительно 12 километров (по прямой) к северо-востоку от города Хони, административного центра муниципалитета. Абсолютная высота — 320 метров над уровнем моря.

## Население
По результатам официальной переписи населения 2014 года, в Гамогма-Ноге проживало 147 человек (66 мужчин и 81 женщина). В национальной структуре населения грузины составляли 99,3 %, русские – 0,7 %.
| Год  | Население, человек |
| ---- | ------------------ |
| 2002 | 214                |
| 2014 | ↘ 147              |